# Arthur Meade (5e comte de Clanwilliam)
Arthur Vesey Meade, 5e comte de Clanwilliam, (14 janvier 1873 - 23 janvier 1953), titré Lord Donore entre 1905 et 1907, est un officier et homme politique de l'armée britannique.
Arthur Meade est le deuxième, mais l'aîné des fils survivants de l'amiral de la flotte Richard Meade (4e comte de Clanwilliam), et d'Elizabeth, fille d'Arthur Edward Kennedy, gouverneur de diverses colonies dont le Queensland, Hong Kong et l'île de Vancouver.

## Carrière militaire
Il fait ses études au Collège d'Eton et rejoint les Royal Horse Guards. Au début de la seconde guerre des Boers, il sert avec son régiment en Afrique du Sud, devenant capitaine en 1900. Il est mentionné dans les dépêches (31 mars 1900) et est grièvement blessé, après quoi il exerce les fonctions du grand prévôt adjoint et de capitaine d'état-major. Au début de 1902, il est détaché auprès du 30e Bataillon, Imperial Yeomanry, en tant que commandant en second avec le grade temporaire de major. Le bataillon quitte Southampton pour l'Afrique du Sud début mai mais arrive après la fin des hostilités le mois suivant. Meade quitte l'Afrique du Sud peu de temps après, sur le SS Sardinia, qui arrive à Southampton en octobre 1902. Après une courte période en Inde en tant qu'aide de camp supplémentaire du vice-roi, Lord Curzon, il retourne en Angleterre en 1904 et sert comme adjudant des Royal Horse Guards jusqu'en 1907, prenant sa retraite et devenant capitaine de la réserve des officiers lors de son mariage en 1909. Depuis la mort de son frère en 1905, il porte le titre de courtoisie Lord Donore, et deux ans plus tard, à la mort de son père, il devient le cinquième comte de Clanwilliam.

## Fin de carrière
Après sa retraite, il partage son temps entre sa propriété en Irlande (Montalto, Ballynahinch, comté de Down) et Londres. Lorsque la guerre éclate en 1914, il retourne dans l'armée et sert en France avec son régiment de 1915 à 1919 avec distinction, étant mentionné dans les dépêches et obtenant la Croix militaire. De retour à Londres, il succède à Lord Kintore comme président du Carlton Club.
Pendant la guerre de 1939-1945, il est pendant un certain temps whip adjoint non rémunéré à la Chambre des lords avec un siège sur la banquette avant. Bien qu'il ne soit pas un orateur très fréquent à la Chambre haute, il est un membre précieux des commissions, à la fois en tant que président et membre.

## Famille
Il épouse en 1909 Muriel, fille de Russell Stephenson et veuve d'Olivier Howard. Elle est décédée en juin 1952. Ils ont un fils et deux filles du mariage, et son fils, le major John Meade, 6e comte de Clanwilliam (1914-1989) lui succédant. Clanwilliam est décédé le 23 janvier 1953 à son domicile de Bagshot, dans le Surrey.